# Ichthydium (Ichthydium) sulcatum
Ichthydium (Ichthydium) sulcatum is een buikharige uit de familie Chaetonotidae. Het dier komt uit het geslacht Ichthydium. Ichthydium (Ichthydium) sulcatum werd in 1887 voor het eerst wetenschappelijk beschreven door Stokes. 